# Мартинс, Кевин
Кевин Маусси Мартинс (итал. Kevin Maussi Martins; род. 31 января 2005, Милан) — итальянский футболист, вингер клуба «Монца».

## Клубная карьера
Мартинс начал свою молодежную карьеру в «Милане», прежде чем перешёл в в 2018 году молодежную команду «Интернационале». В январе 2023 года он присоединился к молодежной команде «Монцы».
26 сентября 2024 года Мартинс дебютировал на профессиональном уровне в победном матче Кубка Италии против «Брешии» (3:1), в котором он отыграл все 90 минут и отдал голевую передачу. Спустя 3 дня он дебютировал в Серии A, заменив на 87-й минуте Педрy Перейра в проигрышной игре против Наполи (0:2).

## Карьера за сборную
Родившийся в Италии и имеющий нигерийские и ганские корни, Мартинс имеет итальянское и нигерийское гражданство.
В ноябре 2019 года Мартинс дебютировал за юношескую сборную Италии, забив гол прямым ударом с углового в матче против Португалии, завершившемся победой со счетом 4:1.

## Личная жизнь
Мартинс — сын бывшего нигерийского профессионального футболиста Обафеми Мартинса. Его мать Эбигейл Барвуа — итальянка ганского происхождения и сестра итальянского футболиста Марио Балотелли.

## Клубная статистика
| Клуб       | Сезон      | Лига       | Лига  | Лига | Кубок Италии | Кубок Италии | Итог  | Итог |
| Клуб       | Сезон      | Дивизион   | Матчи | Голы | Матчи        | Голы         | Матчи | Голы |
| ---------- | ---------- | ---------- | ----- | ---- | ------------ | ------------ | ----- | ---- |
| Монца      | 2024/25    | Серия A    | 1     | 0    | 1            | 0            | 2     | 0    |
| Общий итог | Общий итог | Общий итог | 1     | 0    | 1            | 0            | 2     | 0    |